# 休斯山
休斯山（英語：Mount Hughes）是南極洲的山峰，位於奧次地，處於朗赫斯特山和滕塔克爾嶺之間，屬於庫克山脈的一部分，海拔高度2,250米，由英國探險隊發現，現時由南極條約體系管理。